# Instant Star/Episodenliste
Diese Episodenliste enthält alle Episoden der kanadischen Fernsehserie Instant Star sortiert nach kanadischen Erstausstrahlung. Die Fernsehserie umfasst vier Staffeln mit 52 Episoden.

## Übersicht
| Staffel | Episodenanzahl | Erstausstrahlung Kanada/USA | Erstausstrahlung Kanada/USA | Deutschsprachige Erstausstrahlung | Deutschsprachige Erstausstrahlung |
| Staffel | Episodenanzahl | Staffelstart                | Staffelfinale               | Staffelstart                      | Staffelfinale                     |
| ------- | -------------- | --------------------------- | --------------------------- | --------------------------------- | --------------------------------- |
| 1       | 13             | 15. September 2004          | 24. April 2005              | 9. Januar 2006                    | 3. April 2006                     |
| 2       | 13             | 18. Juni 2006               | 24. Juni 2007               |                                   |                                   |
| 3       | 13             | 26. Juni 2007               | 2. September 2007           |                                   |                                   |
| 4       | 13             | 8. Juni 2008                | 31. August 2008             |                                   |                                   |

## Staffel 1
Die Erstausstrahlung der ersten Staffel war vom 15. September 2004 bis zum 24. April 2005 auf dem kanadischen Fernsehsender CTV zu sehen. Die deutschsprachige Erstausstrahlung sendete VIVA vom 9. Januar 2006 bis zum 3. April 2006.
| Nr. (ges.) | Nr. (St.) | Deutscher Titel                    | Originaltitel                      | Erstausstrahlung Kanada | Deutschsprachige Erstausstrahlung (D) |
| ---------- | --------- | ---------------------------------- | ---------------------------------- | ----------------------- | ------------------------------------- |
| 1          | 1         | Even Better Than The Real Thing    | Even Better Than The Real Thing    | 15. Sep. 2004           | 9. Jan. 2006                          |
| 2          | 2         | Come As You Are                    | Come As You Are                    | 15. Sep. 2004           | 16. Jan. 2005                         |
| 3          | 3         | Oh Well, Whatever, Nevermind       | Oh Well, Whatever, Nevermind       | 30. Jan. 2005           | 23. Jan. 2006                         |
| 4          | 4         | Hey Sister                         | Hey Sister                         | 6. Feb. 2005            | 30. Jan. 2006                         |
| 5          | 5         | You Can’t Always Get What You Want | You Can’t Always Get What You Want | 13. Feb. 2005           | 6. Feb. 2006                          |
| 6          | 6         | Kiss Me Deadly                     | Kiss Me Deadly                     | 20. Feb. 2005           | 13. Feb. 2006                         |
| 7          | 7         | I Wanna Be Your Boyfriend          | I Wanna Be Your Boyfriend          | 6. März 2005            | 20. Feb. 2005                         |
| 8          | 8         | Unsweet Sixteen                    | Unsweet Sixteen                    | 13. März 2005           | 27. Feb. 2005                         |
| 9          | 9         | Won’t Get Fooled Again             | Won’t Get Fooled Again             | 20. März 2005           | 6. März 2006                          |
| 10         | 10        | Lose This Skin                     | Lose This Skin                     | 27. März 2005           | 13. März 2006                         |
| 11         | 11        | All Apologie                       | All Apologies                      | 10. Apr. 2005           | 20. März 2006                         |
| 12         | 12        | Train In Vain                      | Train In Vain                      | 17. Apr. 2005           | 27. März 2006                         |
| 13         | 13        | Should I Stay Or Should I Go       | Should I Stay Or Should I Go       | 24. Apr. 2005           | 3. Apr. 2006                          |

## Staffel 2
Die Erstausstrahlung der zweiten Staffel war vom 10. Februar 2006 bis zum 12. Mai 2006 auf dem US-amerikanischen Fernsehsender The N zu sehen. Eine deutschsprachige Erstausstrahlung wurde noch nicht gesendet.
| Nr. (ges.) | Nr. (St.) | Deutscher Titel | Originaltitel                 | Erstausstrahlung Kanada | Deutschsprachige Erstausstrahlung (D) |
| ---------- | --------- | --------------- | ----------------------------- | ----------------------- | ------------------------------------- |
| 14         | 1         | —               | No Sleep Til Brooklyn, Part 1 | 10. Feb. 2006           | —                                     |
| 15         | 2         | —               | No Sleep Til Brooklyn, Part 2 | 17. Feb. 2006           | —                                     |
| 16         | 3         | —               | I Fought The Law              | 24. Feb. 2006           | —                                     |
| 17         | 4         | —               | Miss World                    | 3. März 2006            | —                                     |
| 18         | 5         | —               | Viciousness                   | 10. März 2006           | —                                     |
| 19         | 6         | —               | The Jean Genie                | 17. März 2006           | —                                     |
| 20         | 7         | —               | Stranger In The House         | 7. Apr. 2006            | —                                     |
| 21         | 8         | —               | Personality Crisis            | 7. Apr. 2006            | —                                     |
| 22         | 9         | —               | Hallelujah                    | 14. Apr. 2006           | —                                     |
| 23         | 10        | —               | Problem Child                 | 21. Apr. 2006           | —                                     |
| 24         | 11        | —               | Mother’s Little Helper        | 28. Apr. 2006           | —                                     |
| 25         | 12        | —               | When I Come Around            | 5. Mai 2006             | —                                     |
| 26         | 13        | —               | Date With The Night           | 12. Mai 2006            | —                                     |

## Staffel 3
Die Erstausstrahlung der dritten Staffel war vom 16. Februar 2007 bis zum 18. Mai 2007 auf dem US-amerikanischen Fernsehsender The N zu sehen. Eine deutschsprachige Erstausstrahlung wurde noch nicht gesendet.
| Nr. (ges.) | Nr. (St.) | Deutscher Titel | Originaltitel           | Erstausstrahlung Kanada | Deutschsprachige Erstausstrahlung (D) |
| ---------- | --------- | --------------- | ----------------------- | ----------------------- | ------------------------------------- |
| 27         | 1         | —               | Lose Yourself           | 16. Feb. 2007           | —                                     |
| 28         | 2         | —               | Like A Virgin           | 16. Feb. 2007           | —                                     |
| 29         | 3         | —               | Start Me Up             | 23. Feb. 2007           | —                                     |
| 30         | 4         | —               | Helter Skelter          | 2. März 2007            | —                                     |
| 31         | 5         | —               | Let It Be               | 9. März 2007            | —                                     |
| 32         | 6         | —               | Heart of Gold           | 16. März 2007           | —                                     |
| 33         | 7         | —               | The Long & Winding Road | 23. März 2007           | —                                     |
| 34         | 8         | —               | 18 Part 1               | 6. Apr. 2007            | —                                     |
| 35         | 9         | —               | 18 Part 2               | 13. Apr. 2007           | —                                     |
| 36         | 10        | —               | Nowhere To Run          | 20. Apr. 2007           | —                                     |
| 37         | 11        | —               | Celebrity Skin          | 27. Apr. 2007           | —                                     |
| 38         | 12        | —               | Sympathy For The Devil  | 11. Mai 2007            | —                                     |
| 39         | 13        | —               | All I Want Is You       | 18. Mai 2007            | —                                     |

## Staffel 4
Die Erstausstrahlung der vierten Staffel war vom 2. Juni 2008 bis zum 26. Juni 2008 auf dem US-amerikanischen Fernsehsender The N zu sehen. Eine deutschsprachige Erstausstrahlung wurde noch nicht gesendet.
| Nr. (ges.) | Nr. (St.) | Deutscher Titel | Originaltitel               | Erstausstrahlung Kanada | Deutschsprachige Erstausstrahlung (D) |
| ---------- | --------- | --------------- | --------------------------- | ----------------------- | ------------------------------------- |
| 40         | 1         | —               | Your Time Is Gonna Come     | 2. Juni 2008            | —                                     |
| 41         | 2         | —               | She Drives Me Crazy         | 15. Juni 2008           | —                                     |
| 42         | 3         | —               | Changes                     | 22. Juni 2008           | —                                     |
| 43         | 4         | —               | Us And Them                 | 5. Juni 2008            | —                                     |
| 44         | 5         | —               | We Belong                   | 10. Juni 2008           | —                                     |
| 45         | 6         | —               | My Hometown                 | 11. Juni 2008           | —                                     |
| 46         | 7         | —               | Not An Addict               | 12. Juni 2008           | —                                     |
| 47         | 8         | —               | Brilliant Mistake           | 17. Juni 2008           | —                                     |
| 48         | 9         | —               | Possession                  | 18. Juni 2008           | —                                     |
| 49         | 10        | —               | Every Breath You Take       | 19. Juni 2008           | —                                     |
| 50         | 11        | —               | She Walks on Me             | 24. Juni 2008           | —                                     |
| 51         | 12        | —               | Gimme Gimme Shock Treatment | 25. Juni 2008           | —                                     |
| 52         | 13        | —               | London Calling              | 26. Juni 2008           | —                                     |